# Casimir Ier de Cieszyn
Pour les articles homonymes, voir Casimir Ier.
 (octobre 2019).
Si vous disposez d'ouvrages ou d'articles de référence ou si vous connaissez des sites web de qualité traitant du thème abordé ici, merci de compléter l'article en donnant les références utiles à sa vérifiabilité et en les liant à la section « Notes et références ».
Casimir Ier de Cieszyn (en polonais Kazimierz I Cieszyński), de la dynastie des Piasts, est né entre 1276 et 1290, et est mort en 1358.

## Titres
Casimir Ier est duc de Cieszyn (à partir de 1315), de Siewierz (à partir de 1337) et de Bytom (à partir de 1357). En 1327, il est devenu un vassal de la Bohême.

## Biographie
Casimir est le second fils du duc Mieszko de Cieszyn. Il est le frère cadet de Ladislas d'Oświęcim. Lorsque leur père décède vers 1315, c'est Casimir qui hérite de la plus grande partie du duché paternel, avec Cieszyn comme capitale.
En 1321, Casimir épouse Euphémie, la fille du duc Trojden Ier de Czersk. Ce mariage marque le début d'une longue période de relations privilégiées entre les lignées Piast de Cieszyn et de Mazovie.
Au début de son règne, Casimir entretient de bons rapports avec Ladislas le Bref, le duc de Cracovie qui devient roi de Pologne en 1320. Entre 1321 et 1324, le duché de Cieszyn subit plusieurs attaques des Lituaniens, les alliés de Ladislas le Bref. Casimir se tourne alors vers la Bohême et rend un hommage de vassalité au roi de Bohême Jean de Luxembourg le 18 février 1327 à Opava. Le 23 février 1327, Casimir conclut un accord avec Jean de Luxembourg par lequel ses descendants pourront hériter du duché et par lequel le duché peut conserver une large autonomie. La Pologne reconnaitra les droits de la Bohême sur Cieszyn lors du traité de paix de Namysłów de 1348.
Casimir s'efforce d'empêcher l'émiettement de son territoire. C'est pour cela qu'il ne désigne qu'un seul successeur parmi ses cinq fils. Casimir s'efforce également d'agrandir son territoire. En 1337, il achète au duc de Bytom la région de Siewierz. Il reçoit également du duc de Brzeg la région de Namysłów en gage. Il revendique aussi la succession du duché de Koźle et Bytom, grâce à quoi il obtient la moitié du duché un an avant sa mort (le duché de Bytom avec Bytom, Gliwice, Toszek et Pyskowice). Par contre, il ne réussit pas à obtenir le duché de Racibórz lorsque Lech de Racibórz s'éteint en 1336 sans laisser de descendant. Jean de Luxembourg donne le duché à Nicolas II d'Opava, le dernier représentant de la dynastie des Přemyslides.
Comme son père, Casimir s'attache à développer les villes. Il reconstruit également le château de Cieszyn. Casimir Ier de Cieszyn décède en 1358. Il est inhumé dans la crypte de l'église des Dominicains de Cieszyn.

## Décès et succession
De son mariage en 1321/1324 avec Euphémie de Mazovie (née 1310 morte vers 1373) fille de Trojden Ier de Czersk, il a eu cinq fils et quatre filles :
- Anna (née 1325 † 1367) épouse en 1338/1340 Venceslas Ier de Legnica
- Wladislaw (né 1325/1331 † 1355) inhumé dans la cathédrale de Pise
- Jolanta Helena († 20 mars 1364, abbesse de Sainte-Claire de Cracovie en 1361
- Boleslas (né 1331/1332 † 13 juillet 1356) châtelain de Wroclaw et Prévôt de Prague pour le roi Charles de Bohême.
- Przemyslaw lui succède à la tête du duché de Cieszyn.
- Agnès (née 1338 † 27 avril 1371) épouse Conrad II le Gris
- Jean (né 1339/1340 † 18 mai 1359) religieux.
- Siemovit de Cieszyn († 25 septembre 1391), prieur de l'ordre de Saint-Jean de Jérusalem pour la Pologne, Bohême, Moravie, Autriche, Styrie et Carinthie.
- Elisabeth († vers 20 janvier 1364) religieuse à Trebnitz